# Scottish Cup
La Scottish Football Association Challenge Cup, abbreviata in Scottish Cup (in italiano Coppa di Scozia) è la coppa nazionale scozzese di calcio. Organizzata dalla Scottish Football Association, fu istituita nel 1873, cosa questa che ne fa la più antica competizione calcistica ufficiale di Scozia e la seconda più antica del Regno Unito e del mondo.

## Formula del torneo
La formula del torneo non è mai cambiata fin dalla sua istituzione: le squadre si incontrano in partita unica in ordine di sorteggio e chi perde l'incontro esce dal torneo. In caso di parità, l'incontro viene rigiocato a campi invertiti. In caso di ulteriore parità, a decidere saranno i tempi supplementari e l'eventuale spareggio ai tiri di rigore (originariamente l'incontro si rigiocava a oltranza alternando i campi fino a che una delle due contendenti vincesse). Non esistono teste di serie e l'ammissione al torneo è garantito a tutti i club, anche quelli non appartenenti al sistema del calcio di Lega, purché affiliati alla Scottish FA. Le squadre di Terza e Quarta Divisione entrano automaticamente al primo turno di Coppa, così come quattro squadre non appartenenti al sistema del calcio di Lega, che disputano un apposito torneo di qualificazione (diviso in due sezioni, chiamate rispettivamente Torneo di Qualificazione Settentrionale e Meridionale). Le squadre di Prima e Seconda Divisione entrano direttamente al terzo turno.
Fino ai quarti di finale, gli incontri vengono giocati a casa dei club partecipanti. Le quattro semifinaliste si incontrano in campo neutro, normalmente a Hampden Park a Glasgow, e lì le vincitrici delle finali giocano anche la finale. Occasionalmente è capitato che, per ristrutturazioni, Hampden Park non potesse ospitare la final four e in tale caso il compito è stato demandato agli impianti concittadini di Celtic Park (sede del Celtic) o Ibrox (sede dei Rangers).
Non ci sono tornei di qualificazione per le squadre non facenti parte del sistema di Lega, ma la diretta ammissione al sorteggio iniziale delle stesse. La vincitrice accede alla UEFA Europa League.

## Storia
La prima Coppa di Scozia, istituita nel 1873, fu disputata da 16 squadre. Si ritiene che l'incontro Renton - Kilmarnock 2-0, disputatosi a Glasgow il 18 ottobre 1873, sia stato il primo mai giocato in tale competizione (e, per estensione, la prima partita a carattere ufficiale della storia del calcio scozzese). La prima finale della Coppa fu Queen’s Park - Clydesdale 2-0, giocata di fronte a circa 3.000 spettatori.
Come detto, la formula non prevede teste di serie, quindi gli accoppiamenti, affidati al sorteggio puro, sono imprevedibili: è quindi possibile avere un incontro di cartello già nelle prime fasi del torneo, così come si può - di converso - verificare il caso delle cosiddette ammazzagrandi, in genere squadre di Terza o Quarta Divisione che, sfruttando l'inappellabilità dell'incontro singolo, talora eliminano compagini più quotate e titolate: anche le due grandi storiche del calcio scozzese, le citate Celtic e Rangers, furono talora vittime di squadre di categoria inferiore: nel 1938 e nel 1967, per esempio, i Rangers furono eliminati rispettivamente dall'East Fife (Seconda divisione, addirittura vincitore di quell'edizione di Coppa) e dal Berwick (Terza Divisione). Più recentemente il Celtic fu battuto dall'Inverness (zone basse della Scottish Premier League) nel 2000, e nel 2005, dal Clyde (Second Division, la terza serie).
La finale del 2006 si è disputata il 13 maggio all'Hampden Park tra Heart of Midlothian e Gretna. Il dato è notevole in primis perché per la prima volta dopo nove anni non è stata presente in finale alcuna delle squadre dell'Old Firm di Glasgow (Celtic e Rangers) e, a seguire, perché quello del Gretna è stato il primo caso in assoluto di una squadra di terza divisione in finale di Coppa di Scozia.

## Albo d'oro
- 1873-1874  Queen's Park (1)
- 1874-1875  Queen's Park (2)
- 1875-1876  Queen's Park (3)
- 1876-1877  Vale of Leven (1)
- 1877-1878  Vale of Leven (2)
- 1878-1879  Vale of Leven (3)
- 1879-1880  Queen's Park (4)
- 1880-1881  Queen's Park (5)
- 1881-1882  Queen's Park (6)
- 1882-1883  Dumbarton (1)
- 1883-1884  Queen's Park (7)
- 1884-1885  Renton (1)
- 1885-1886  Queen's Park (8)
- 1886-1887  Hibernian (1)
- 1887-1888  Renton (2)
- 1888-1889  Third Lanark (1)
- 1889-1890  Queen's Park (9)
- 1890-1891  Hearts (1)
- 1891-1892  Celtic (1)
- 1892-1893  Queen's Park (10)
- 1893-1894  Rangers (1)
- 1894-1895  St. Bernard's (1)
- 1895-1896  Hearts (2)
- 1896-1897  Rangers (2)
- 1897-1898  Rangers (3)
- 1898-1899  Celtic (2)
- 1899-1900  Celtic (3)
- 1900-1901  Hearts (3)
- 1901-1902  Hibernian (2)
- 1902-1903  Rangers (4)
- 1903-1904  Celtic (4)
- 1904-1905  Third Lanark (2)
- 1905-1906  Hearts (4)
- 1906-1907  Celtic (5)
- 1907-1908  Celtic (6)
- 1908-1909 non assegnata
- 1909-1910  Dundee (1)
- 1910-1911  Celtic (7)
- 1911-1912  Celtic (8)
- 1912-1913  Falkirk (1)
- 1913-1914  Celtic (9)
- 1914-1919 non disputata
- 1919-1920  Kilmarnock (1)
- 1920-1921  Partick Thistle (1)
- 1921-1922  Greenock Morton (1)
- 1922-1923  Celtic (10)
- 1923-1924  Airdrieonians (1)
- 1924-1925  Celtic (11)
- 1925-1926  St. Mirren (1)
- 1926-1927  Celtic (12)
- 1927-1928  Rangers (5)
- 1928-1929  Kilmarnock (2)
- 1929-1930  Rangers (6)
- 1930-1931  Celtic (13)
- 1931-1932  Rangers (7)
- 1932-1933  Celtic (14)
- 1933-1934  Rangers (8)
- 1934-1935  Rangers (9)
- 1935-1936  Rangers (10)
- 1936-1937  Celtic (15)
- 1937-1938  East Fife (1)
- 1938-1939  Clyde (1)
- 1939-1946 non disputata
- 1946-1947  Aberdeen (1)
- 1947-1948  Rangers (11)
- 1948-1949  Rangers (12)
- 1949-1950  Rangers (13)
- 1950-1951  Celtic (16)
- 1951-1952  Motherwell (1)
- 1952-1953  Rangers (14)
- 1953-1954  Celtic (17)
- 1954-1955  Clyde (2)
- 1955-1956  Hearts (5)
- 1956-1957  Falkirk (2)
- 1957-1958  Clyde (3)
- 1958-1959  St. Mirren (2)
- 1959-1960  Rangers (15)
- 1960-1961  Dunfermline (1)
- 1961-1962  Rangers (16)
- 1962-1963  Rangers (17)
- 1963-1964  Rangers (18)
- 1964-1965  Celtic (18)
- 1965-1966  Rangers (19)
- 1966-1967  Celtic (19)
- 1967-1968  Dunfermline (2)
- 1968-1969  Celtic (20)
- 1969-1970  Aberdeen (2)
- 1970-1971  Celtic (21)
- 1971-1972  Celtic (22)
- 1972-1973  Rangers (20)
- 1973-1974  Celtic (23)
- 1974-1975  Celtic (24)
- 1975-1976  Rangers (21)
- 1976-1977  Celtic (25)
- 1977-1978  Rangers (22)
- 1978-1979  Rangers (23)
- 1979-1980  Celtic (26)
- 1980-1981  Rangers (24)
- 1981-1982  Aberdeen (3)
- 1982-1983  Aberdeen (4)
- 1983-1984  Aberdeen (5)
- 1984-1985  Celtic (27)
- 1985-1986  Aberdeen (6)
- 1986-1987  St. Mirren (3)
- 1987-1988  Celtic (28)
- 1988-1989  Celtic (29)
- 1989-1990  Aberdeen (7)
- 1990-1991  Motherwell (2)
- 1991-1992  Rangers (25)
- 1992-1993  Rangers (26)
- 1993-1994  Dundee Utd (1)
- 1994-1995  Celtic (30)
- 1995-1996  Rangers (27)
- 1996-1997  Kilmarnock (3)
- 1997-1998  Hearts (6)
- 1998-1999  Rangers (28)
- 1999-2000  Rangers (29)
- 2000-2001  Celtic (31)
- 2001-2002  Rangers (30)
- 2002-2003  Rangers (31)
- 2003-2004  Celtic (32)
- 2004-2005  Celtic (33)
- 2005-2006  Hearts (7)
- 2006-2007  Celtic (34)
- 2007-2008  Rangers (32)
- 2008-2009  Rangers (33)
- 2009-2010  Dundee Utd (2)
- 2010-2011  Celtic (35)
- 2011-2012  Hearts (8)
- 2012-2013  Celtic (36)
- 2013-2014  St. Johnstone (1)
- 2014-2015  Inverness (1)
- 2015-2016  Hibernian (3)
- 2016-2017  Celtic (37)
- 2017-2018  Celtic (38)
- 2018-2019  Celtic (39)
- 2019-2020  Celtic (40)
- 2020-2021  St. Johnstone (2)
- 2021-2022  Rangers (34)
- 2022-2023  Celtic (41)
- 2023-2024  Celtic (42)
- 2024-2025  Aberdeen (8)

## Statistiche e record
Molti club al vertice di Scottish Premier League hanno vinto la coppa negli ultimi anni, a iniziare proprio dalle due storiche contendenti di Glasgow, Celtic e Rangers. Singolare il primato dell'Hibernian, che non ha vinto la Coppa per 114 anni, infatti vinse le prime due coppe nel 1887 e nel 1902, mentre il terzo successo è arrivato soltanto nel 2016.
Ovviamente, il record di tornei vinti spetta alle due squadre di Glasgow: il Celtic ha vinto 42 edizioni della Coppa (l'ultima nel 2024), mentre i Rangers ne hanno vinte 34 (l'ultima nel 2022). Il Queen's Park vanta 10 vittorie (l'ultima, tuttavia, nel 1893), mentre, tra le più recenti plurivincitrici, figurano l'Aberdeen (8 Coppe, di cui 7
tra il 1947 e il 1990 e poi l’ultima nel 2025) e gli Heart of Midlothian (8 Coppe, delle quali la prima vinta nel 1891).
All'archivio statistico della Coppa di Scozia appartiene anche la vittoria con il massimo scarto registrata in partita ufficiale nel calcio professionistico di tutti i tempi, Arbroath - Bon Accord 36-0 disputata il 12 settembre 1885.
Il record d'affluenza per un incontro di finale fu registrato nell'edizione 1936-1937 a Glasgow: al match tra Celtic e Aberdeen assistettero ben 147.365 spettatori. Celtic e Aberdeen vantano anche il primato di aver disputato la prima finale decisa ai tiri di rigore, quella dell'edizione 1989-90, vinta dall'Aberdeen 9-8 dopo aver terminato 0-0 i tempi supplementari.